# Partido Autónomos
El Partido Autónomos (PA) es un partido político español fundado en septiembre de 2020, que afirma representar los derechos de los profesionales autónomos y sus familias.

## Historia
El partido se constituyó durante la pandemia de 2020, como resultado de las diversas reivindicaciones e iniciativas surgidas durante el confinamiento en diferentes redes sociales.
En marzo de 2021, su presidente, Moisés Romero, anunció su presentación a las elecciones autonómicas de Madrid, en las que el partido quedó el decimoquinto de los veinte presentados, con 1417 votos.
El 26 de octubre de 2021 el partido se presentó oficialmente en Alcorcón con Juan Márquez como presidente.
En las Elecciones al Parlamento de Andalucía de 2022, el partido presentó candidaturas en Málaga, Sevilla y Cádiz, y obtuvo en conjunto 2180 votos, quedando la decimoctava de las veintisiete candidaturas.
El 31 de marzo de 2023 presentó su candidatura para los municipios de Castell d'Aro, Platja d'Aro y S'Agaró donde obtuvo un concejal. 

El 18 de abril de 2023 Ciudadanos anunció que el Partido Autónomos iría dentro de sus candidaturas a las elecciones de la Comunidad Valenciana, junto con AUNA y Renovació Política.

## Organización
La organización interna del partido está formada por la Asamblea General, órgano supremo compuesto por todos los afiliados, y por un Comité Ejecutivo Central (CEC), que es el órgano impulsor de las propuestas políticas. 
Los cargos internos tienen una duración de 2 años, aunque pueden ser reelegidos.

## Ideología y programa
En 2023 Juan Antonio Aroca, vicepresidente del partido, defendió que éste no se posiciona en el espectro ideológico tradicional de izquierdas o derechas, y que su objetivo es defender los intereses de pequeños empresarios y autónomos.
En la presentación de las candidaturas a las elecciones de la Comunidad Valenciana de 2023 dentro de Ciudadanos, su líder calificó al Partido Autónomos como liberal y progresista.

## Concentración
Realizó una concentración de profesionales autónomos ante las puertas del Congreso el 3 de octubre del 2022.

## Resultados electorales
En las Elecciones a la Asamblea de Madrid de 2021 el partido obtuvo 1417 votos.
En las Elecciones al Parlamento de Andalucía de 2022 se presentó en tres provincias, Málaga, Sevilla y Cádiz, y obtuvo 2180 votos.
| Año                      | Votos | %    | Diputados |
| ------------------------ | ----- | ---- | --------- |
| Comunidad de Madrid 2021 | 1417  | 0,04 | 0         |
| Andalucía 2022           | 2180  | 0,06 | 0         |

En las Elecciones generales de España de 2023 celebradas el 23 julio se presentó a una sola circunscripción en la provincia de  Alicante obteniendo un total de 1.428 votos.